# Avenida de Beiramar
La Avenida de Orillamar es una de las principales vías urbanas de la ciudad de Vigo. Comunica la franja costera de la ciudad desde la salida de la autopista AP-9 en Guixar hasta su confluencia con la calle Eduardo Cabello, en el distrito de Bouzas. Tiene una longitud de 5 kilómetros.
En su trayecto atraviesa tres tramos subterráneos, entre los que destaca el túnel de Beiramar, inaugurado en el año 1996 y por aquel entonces era el túnel urbano de mayor longitud de España.

## Historia
La vía se planificó y se construyó en la década de los 50 con el objetivo de conectar los núcleos marineros de Bouzas con el Berbés y así vertebrar las industrias pesqueras, conserveras y de astilleros que de aquellas seguían una distribución anárquica alrededor de la franja marítima de la ciudad. Precisamente por seguir un trayecto que recorría la franja del mar, tomó el nombre de "Orilla del Mar", y finalmente derivó en Orillamar, que sería traducido a Beiramar en los años 80.
El proyecto fue encargado por la Junta de Obras del Puerto de Vigo y presupuestado en más de sesenta millones de pesetas.

## Estructura
Arquitectónicamente se puede dividir la avenida en tres tramos principales:
- Un primer tramo correspondiente al túnel de Orillamar. Conecta la salida de la autopista con el barrio del Berbés. Constituye la parte más nueva de la avenida.
- Un segundo tramo desde el Berbés hasta la calle Coruña. Este tramo tiene una longitud de casi 1 kilómetro, y es el resultado de la ampliación mediante un relleno de 150 metros cara al mar. Esta ampliación permitió la creación de 4 carriles de gran capacidad, así como terrenos edificables a su lado para la construcción de industrias y otros inmuebles. En esta parte de la avenida se encuentra el Auditorio y Palacio de Congresos Mar de Vigo.
- Un último tramo desde la calle Coruña hasta Bouzas. Esta parte de la avenida fue construida atravesando astilleros e industrias navales ya establecidas en la zona, por lo que resultó un vial más estrecho y con aceras menores.

## Arquitectura

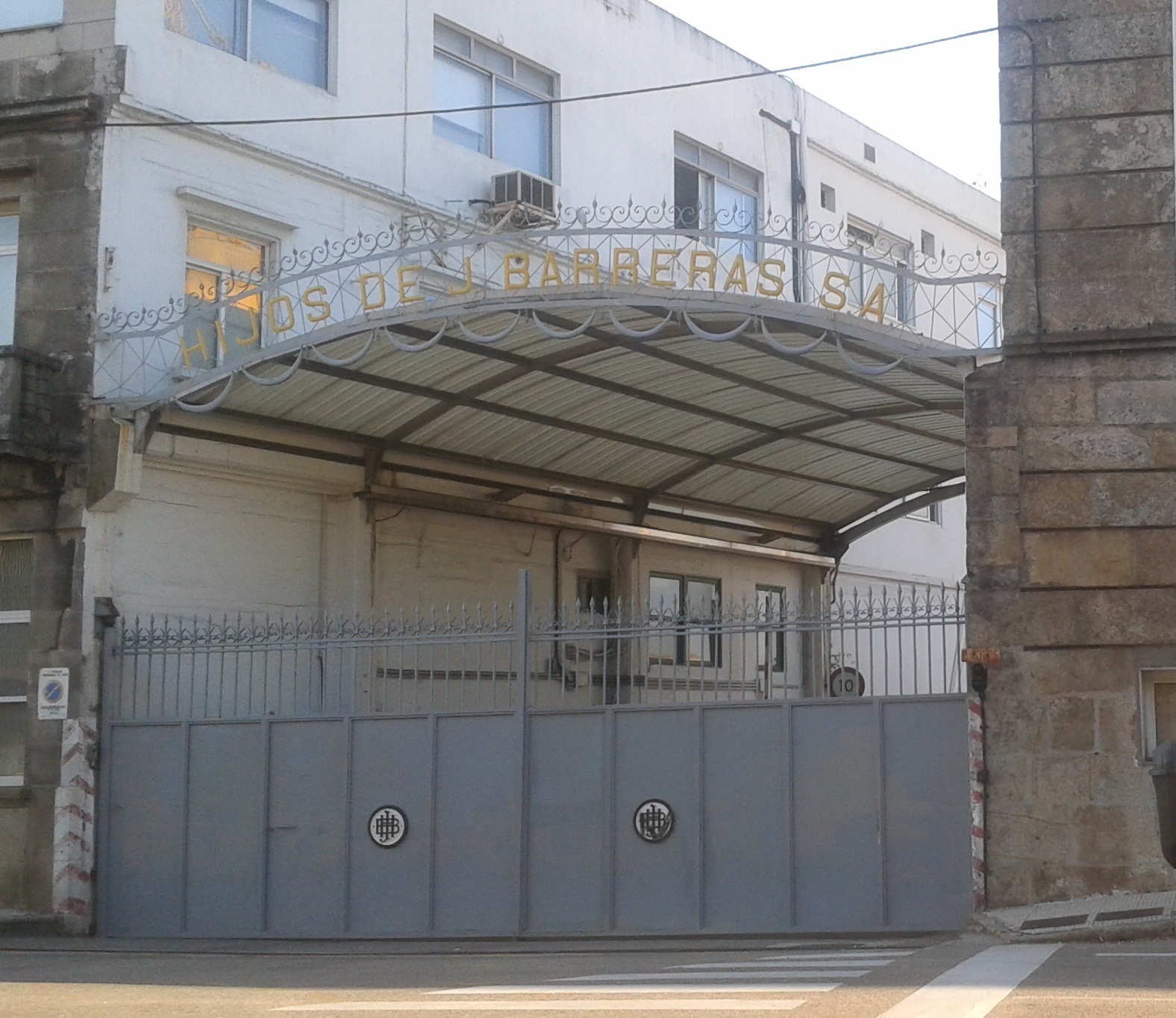
Fachada del astillero Hijos de J. Barreras.

En la avenida de Beiramar se conservan algunos edificios destacados, sobre todo construcción de carácter naval e industrial.
- Auditorio y Palacio de Congresos Mar de Vigo, proyectado por el arquitecto César Portela en 2001 sobre un edificio pesquero.[5]
- Lonja de Altura.
- Edificio de las oficinas de Industrias Pesqueras. Edificio granítico con soportales construido en 1947 por el ingeniero Eduardo Cabello.
- Edificio Frigoríficos de Vigo S.A.
- Instituto Politécnico Marítimo Pesquero del Atlántico. También de estilo industrial, construido por los arquitectos Luis Lardaga Gutiérrez y José López Zanón en 1965.
- Edificio Pescanova-Frigodis.
- Edificio Frigoríficos del Berbés S.A.
- Fábrica de Conservas Albo.
- Astillero Hijos de J. Barreras.
- Astilleros Francisco Cardama.
- Edificio Conservas Alfageme.

## Galería de imágenes

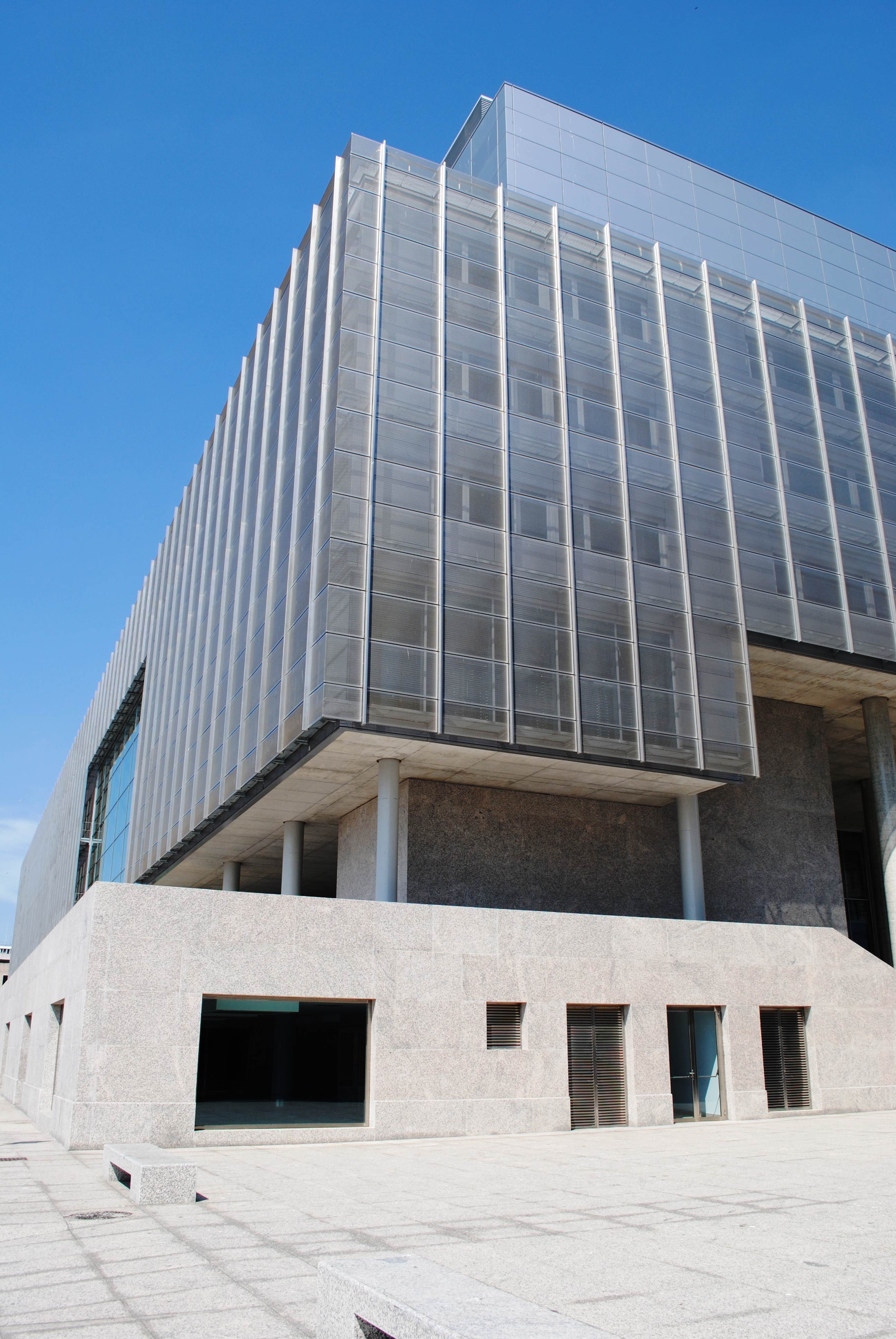
Auditorio y Palacio de Congresos Mar de Vigo.
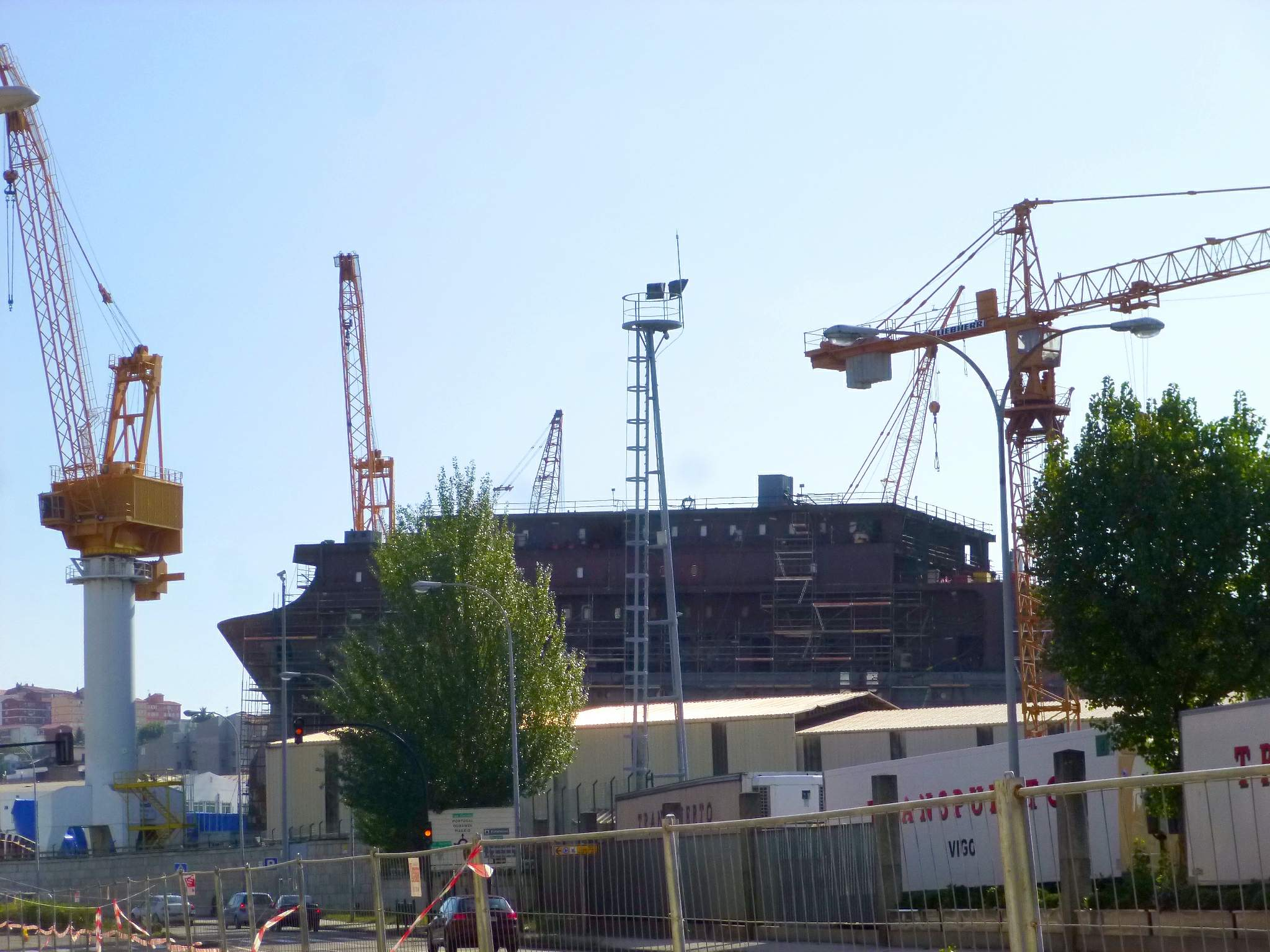
Astillero Hijos de J. Barreras en la avenida.
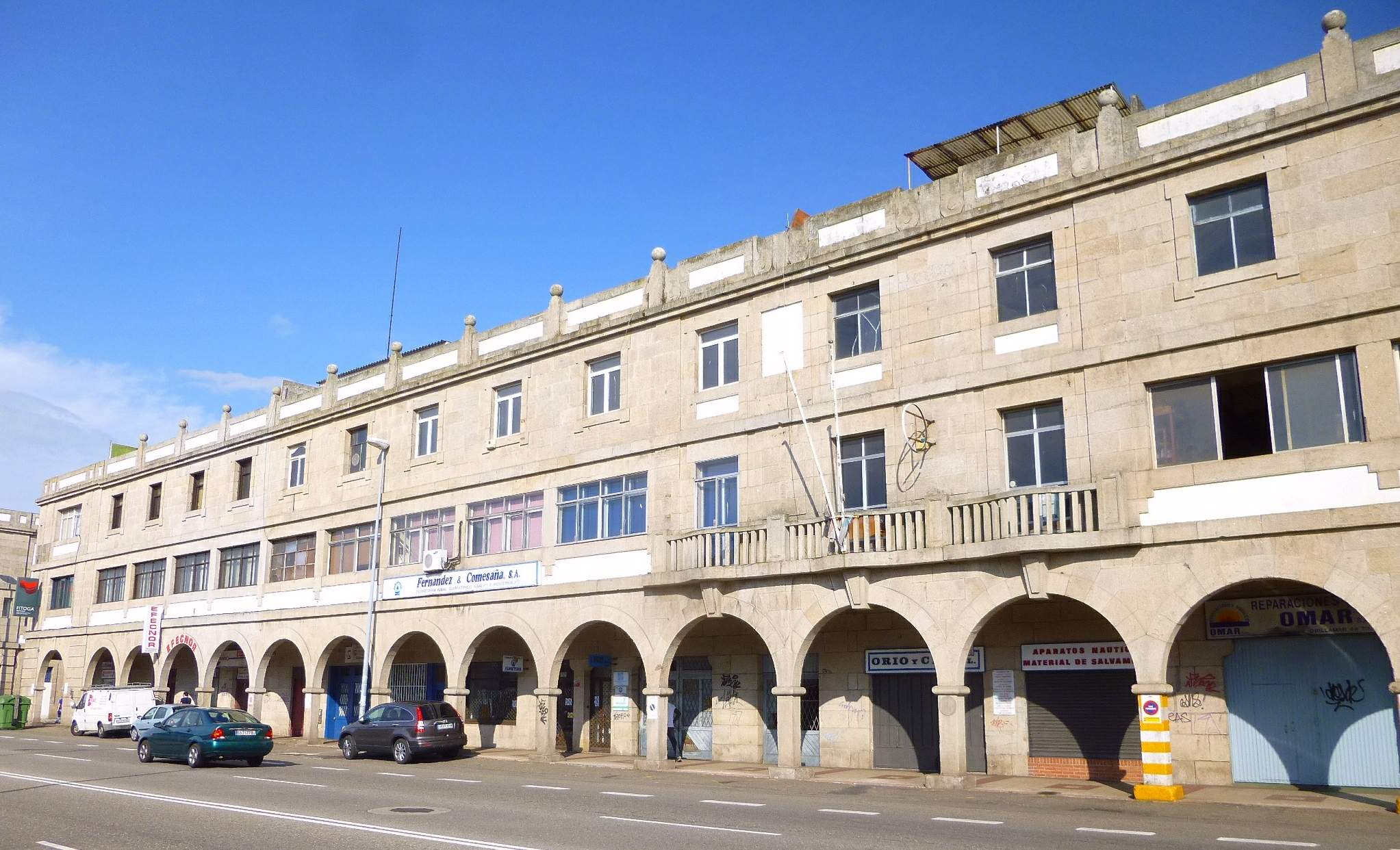
Edificio Fernández y Comesaña en el Berbés.
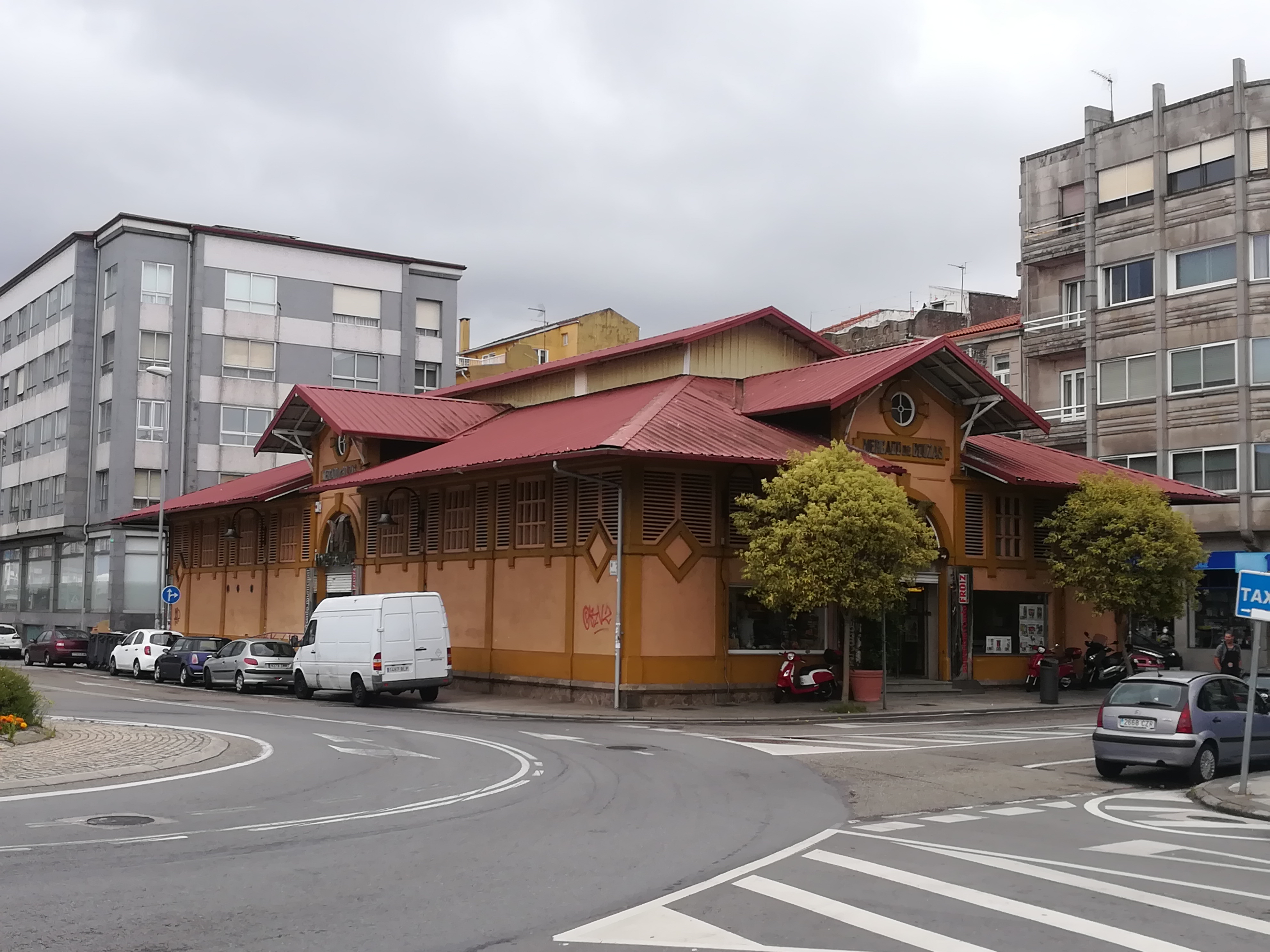
Mercado de Bouzas.
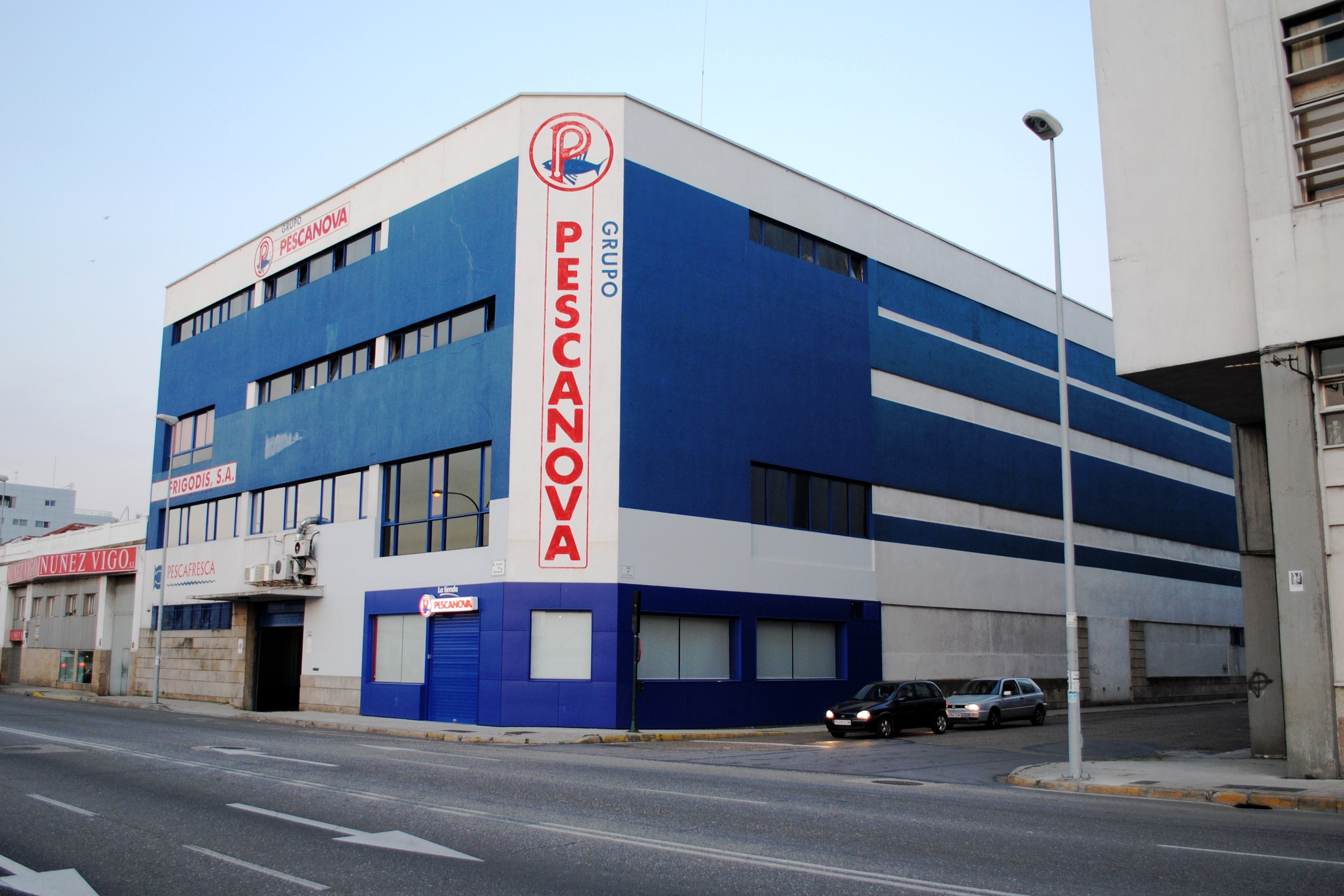
Nave de la pesquera Nueva Pescanova.